# Middleton (Nova Escócia)
Middleton é um município localizado na província da Nova Escócia, no leste do Canadá.  Sua população é de 1,832 habitantes.